# Eugen Rosenstock-Huessy

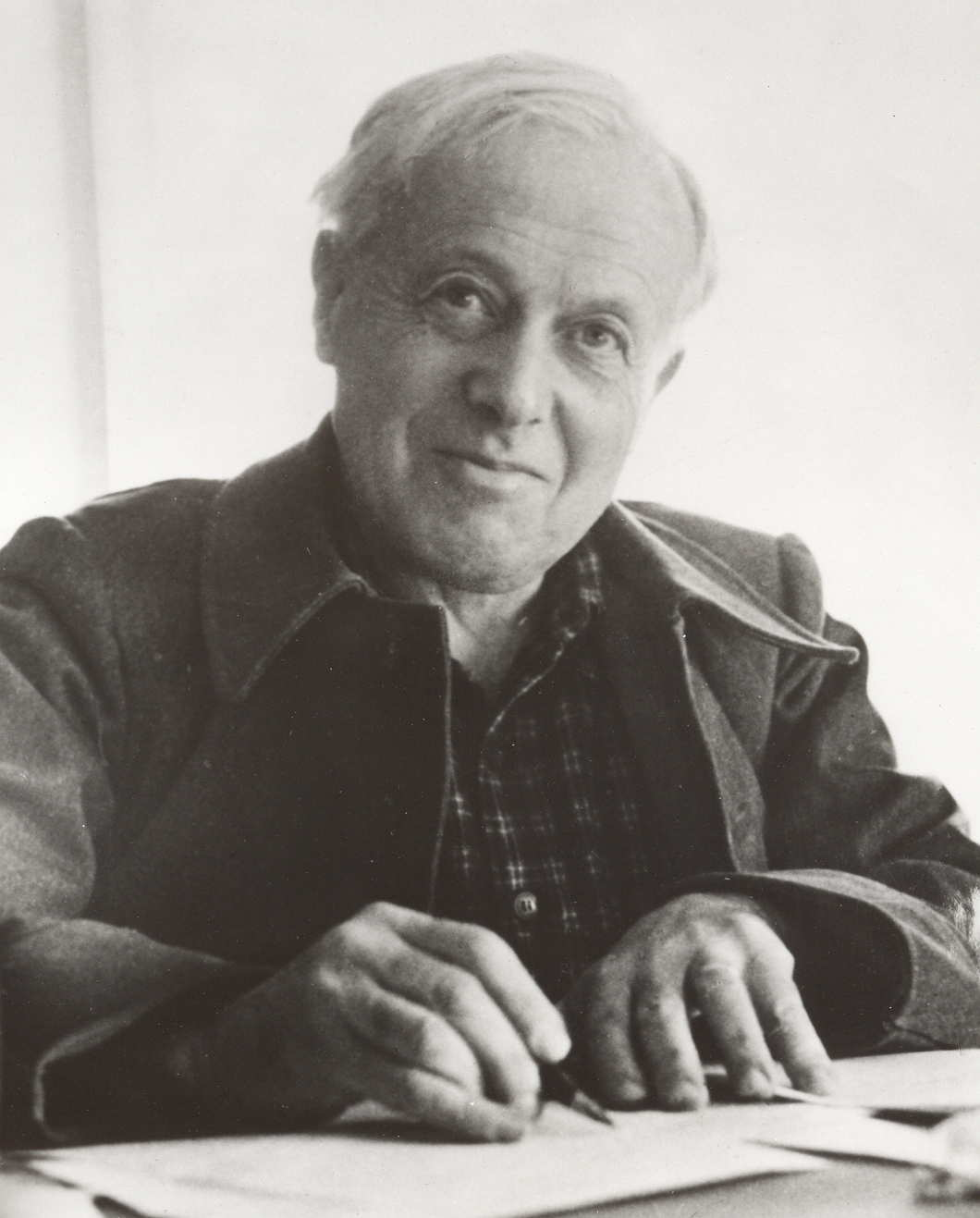
Eugen Rosenstock-Huessy

Eugen Friedrich Moritz Rosenstock-Huessy (* 6. Juli 1888 in Steglitz als Eugen Friedrich Moritz Rosenstock; † 24. Februar 1973 in Four Wells bei Norwich, Vermont, USA) war ein deutsch-amerikanischer Rechtshistoriker, Kulturphilosoph und Soziologe. In etablierten Wissenschaftskreisen galt er als „genialer Außenseiter“, dessen Forschungen sich oft keiner der traditionellen Disziplinen zuordnen ließen: Sie behandelten die Rechtsgeschichte, Kirchengeschichte, Sozialgeschichte und die Universalgeschichte, aber auch theologische, philosophische, ethnographische, soziologische und pädagogische Themen. Rosenstock-Huessy entwickelte eine eigene Sprachtheorie, die die Dialogphilosophie seines Freundes Franz Rosenzweig sowie von  Ferdinand Ebner und Martin Buber stark beeinflusste.  Sein bekanntestes Werk Die Europäischen Revolutionen und der Charakter der Nationen (1931) gilt durch seine Thesen und seinen Gedankenreichtum bis heute als anregendes Meisterwerk. Einige Aufsätze in der katholischen Zeitschrift Hochland (1931/32) zeichnete er mit dem Pseudonym Ludwig Stahl.

## Zur Persönlichkeit
Rosenstock-Huessy zeichnete ein feines Gespür für die geschichtlichen Ereignisse aus, die er als Mitlebender wach und mit überraschender Schnelligkeit in größere Zusammenhänge stellte. Er wirkte als Universitätslehrer, als Herausgeber der ersten Daimler-Werkszeitung, als erster Leiter der Akademie für Arbeit in Frankfurt am Main, als Professor in Breslau, als Mitinitiator der Schlesischen Arbeitslager für Arbeiter, Bauern und Studenten, als „Erzvater des Kreisauer Kreises“, wie ihn Walter Hammer (1888–1966) genannt hat, und als Hochschullehrer in den Vereinigten Staaten auf viele Menschen ein.
Eugen Rosenstock-Huessy verstand sich aber stets als einer von denen, die nach der grundlegenden Erfahrung des Zusammenbruchs nach dem Ersten Weltkrieg neue Wege suchten, um einer sozialen Ordnung den Weg zu weisen. Zu dieser Schar gehörten namentlich die Autoren der Zeitschrift Die Kreatur, die von 1926 bis 1930 erschien. Die Begegnung mit Franz Rosenzweig erhellte ihm, dass es trotz des Christentums auch das Judentum weiterhin geben müsse.
Unmittelbar nach Hitlers „Machtergreifung“ emigrierte Rosenstock-Huessy im Jahre 1933 in die Vereinigten Staaten und kehrte nach dem Krieg 1950 zu einem Vortrag in der Göttinger Universität nach Deutschland zurück. Seine treuesten europäischen Hörer nach 1945 sind wohl in den Niederlanden zu finden; wichtige Werke von ihm wurden ins Niederländische übersetzt.

## Leben und Wirken
Eugen Rosenstock wurde als Sohn des Berliner Bankiers und Handelsrichters Theodor Carl Rosenstock (1853–1928) und seiner Frau Paula, geb. Rosenstock (1859–1938), in der Plantagenstraße 3 in Steglitz bei Berlin (Kreis Teltow; heute: Berlin-Steglitz) geboren. Er hatte drei ältere und drei jüngere Schwestern. Sein Großvater mütterlicherseits, Moritz Rosenstock (1824–1888), war Direktor der Samsonschule in Wolfenbüttel. Bis zur Tertia besuchte Rosenstock das Königliche Wilhelmsgymnasium zu Berlin, anschließend seit Ostern 1901 das Joachimsthalsche Gymnasium in Berlin-Wilmersdorf, wo er 1906 das humanistische Abitur (mit Griechisch und Latein) ablegte. Er war jüdischer Herkunft und ließ sich 1905 evangelisch taufen.

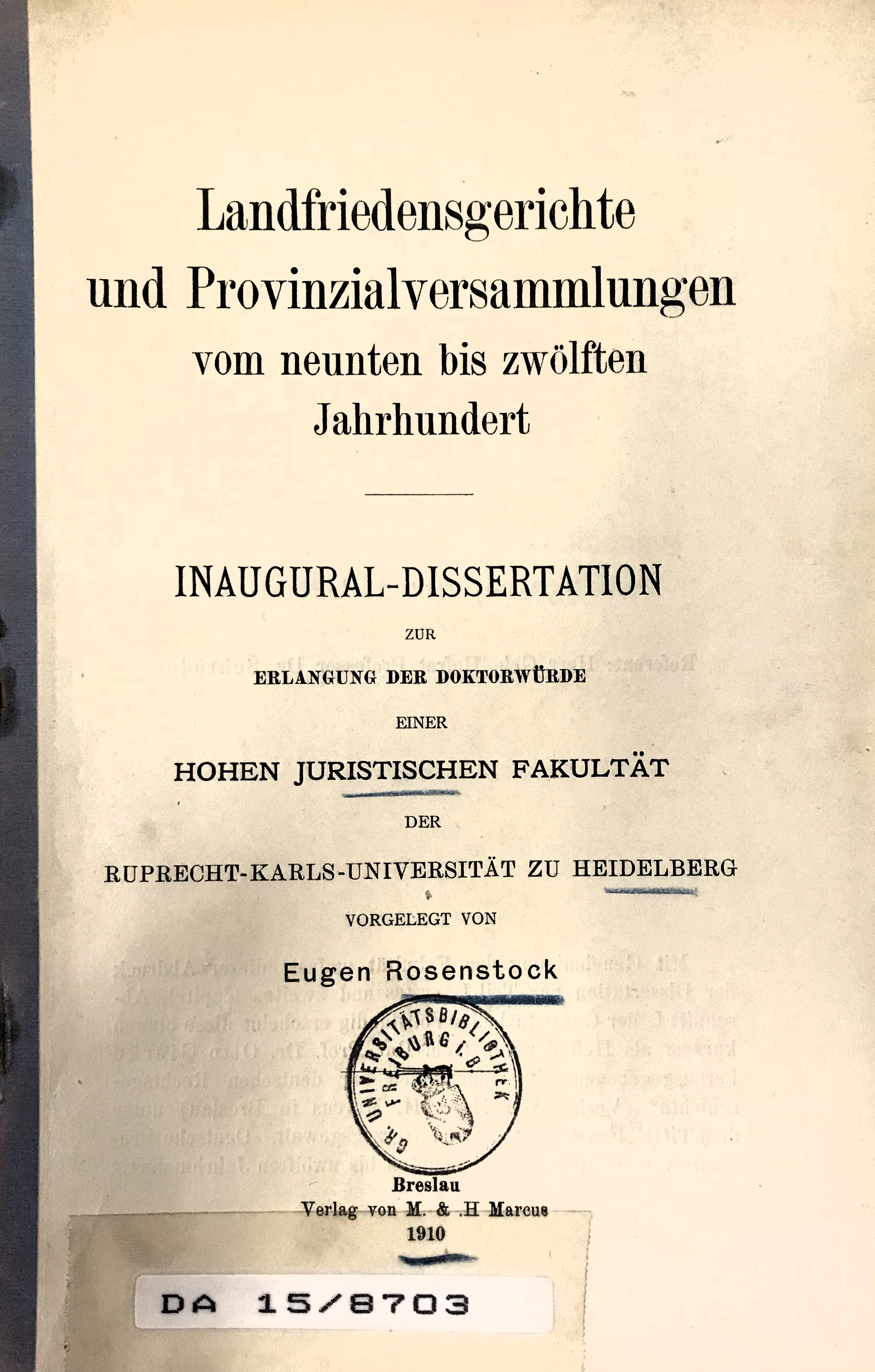
Titelblatt der Heidelberger Dissertation (1909/10).

Danach studierte Rosenstock seit Ostern 1906 Rechtswissenschaften, Geschichte und Philologie an der Universität Zürich, der Universität Berlin und der Universität Heidelberg (unter anderem bei Ernst Immanuel Bekker, Johannes Vahlen und Karl Hampe) und wurde im April 1909 bei Richard Schröder in Heidelberg mit einer Dissertation über Landfriedensgerichte und Provinzialversammlungen vom neunten bis zwölften Jahrhundert zum Dr. jur. promoviert. Danach leistete er als Einjährig-Freiwilliger seinen Wehrdienst bei der Artillerie in Kassel ab. Schon 1912 habilitierte er sich an der Universität Leipzig mit der Arbeit Ostfalens Rechtsliteratur unter Friedrich II. für Deutsches Privatrecht und Deutsche Rechtsgeschichte, wodurch er zum damals jüngsten Privatdozenten Deutschlands wurde. Er erweiterte seine Venia legendi 1914 mit der Arbeit Königshaus und Stämme in Deutschland zwischen 911 und 1250, die ihm 1923 in Heidelberg seine Promotion zum Dr. phil. ermöglichte, auch auf das Staatsrecht, 1923 als Privatdozent für Soziologie in Darmstadt.
Bereits vor dem Krieg schloss Rosenstock Freundschaft mit Franz Rosenzweig. Während eines Studienaufenthaltes 1913/14 in Florenz hatte er die aus Safenwil in der Schweiz stammende Kunsthistorikerin Margarete (Margrit) Hüssy (1893–1959), eine Tochter des Textilfabrikanten Paul Hüssy (1860–1930) und seiner Frau Clara, geb. Walty (1871–1935), kennengelernt. Sie heirateten 1914 in Leipzig, einen Tag nach dem Attentat von Sarajewo. Im Ersten Weltkrieg stand er als Offizier an der Westfront. 1921 kam der Sohn Johannes (Hans) zur Welt. Seit 1925 führte Rosenstock den Namen der Ehefrau im Doppelnamen Rosenstock-Huessy.
Nach dem Ersten Weltkrieg verzichtete Rosenstock-Huessy auf verlockende Angebote der Universität Leipzig, der Zeitschrift Hochland und zur Vorbereitung einer Verfassung für die Weimarer Republik und ging zu Daimler-Benz, wo er die erste deutsche Werkszeitung herausgab. 1920 publizierte er in dem von ihm mit Hans Ehrenberg und Leo Weismantel gegründeten Patmos-Verlag die Schrift Die Hochzeit des Kriegs und der Revolution.
1921 war Rosenstock-Huessy Mitbegründer und erster Leiter der Akademie der Arbeit in Frankfurt am Main, von der er sich 1922 im Streit mit den anderen Dozenten um neue Formen der Zusammenarbeit trennte. 1923 folgte er einem Ruf auf eine Professur an die Universität Breslau, wo er bis zu seiner Emigration 1933 forschte und lehrte. In mehreren Publikationen behandelte er die neuartigen Rechtsfragen in allen Lebensbereichen infolge der Industrialisierung (so 1926 in der Festgabe für Xaver Gretener Vom Industrierecht. Rechtssystematische Fragen). In Breslau begann auch seine Freundschaft mit Joseph Wittig, deren Dokument das dreibändige Werk Das Alter der Kirche ist, dessen Band 3 von 1928 die Geschichte der Exkommunikation Wittigs behandelt. 1931 erschien sein revolutionstheoretisches Werk Die Europäischen Revolutionen. Volkscharaktere und Staatenbildung.
1924 war Rosenstock-Huessy Mitbegründer des „Hohenrodter Bundes“, der sich der „freien Volksbildung“ der Neuen Richtung widmete. So konzipierte und veranstaltete er von 1928 bis 1932 die freiwilligen Arbeitsdienste in gemeinsamen Lagern für Studenten, Bauern und Arbeiter, die körperliche Arbeit mit intensiven Diskussionen zu sozialen Fragen verbanden, deren eines er auf Anregung Helmuth James von Moltkes in Kreisau (heute Kryzowa) gründete und bis 1933 begleitete (Löwenberger Arbeitsgemeinschaft).
1931 veröffentlichte Rosenstock-Huessy in der Zeitschrift Hochland den Aufsatz Das Dritte Reich und die Sturmvögel des Nationalsozialismus. Darin führt er den zeitgenössischen Begriff „Drittes Reich“ auf seine Quellen bei dem mittelalterlichen Geschichtstheologen Joachim von Fiore zurück und stellt das politische Konzept des Jungkonservativen Arthur Moeller van den Bruck dar. Er kritisiert die Verwendung dieses zunächst theologischen Begriffes durch den Nationalsozialismus. „Man hat ein Wort der Theologie in die weltlich-staatliche Vorstellungswelt übernommen (...).“ Rosenstock-Huessy wendet sich in dem Artikel gegen die Ideen von 1789. Die Nationalsozialisten stellten einen „Teilstoß eines Nachkriegsaufbruchs unseres Volkes“ dar. Das sei aber nicht der Deutschen eigentliche Aufgabe; vielmehr müsse es eine „Völkerwelt“, ein „christliches Drittes Reich“ geben, in dem die Deutschen die geistige Führung innehätten mit den Ideen Johann Wolfgang Goethes und Friedrich Hölderlins. Er schließt seine Ausführungen mit der Aussage, „daß wir den Glauben der Nationalsozialisten nicht teilen können“.
Zwei Tage nach der NS-„Machtergreifung“ sagte Rosenstock-Huessy 1933 seine Breslauer Lehrveranstaltungen ab und erwirkte die förmliche Beurlaubung, um seine Emigration aus dem Deutschen Reich vorzubereiten. Am 9. November 1933 verließ er es auf dem Schiff Deutschland in die Vereinigten Staaten von Amerika. Er wurde für das Studienjahr 1933/34 zum Gastdozenten der Fakultät für Staats- und Sozialwissenschaft an der Harvard University in Cambridge ernannt. Seine Frau und sein Sohn folgten ihm bald.
In den USA war Rosenstock-Huessy 1934 Kuno Francke Lecturer in German Art and Culture an der Harvard University. Als er 1935 noch einmal nach Deutschland zurückkehrte, bestätigte sich der Entschluss, Deutschland zu verlassen, so dass die Rückkehr nach Amerika für ihn zur bewussten Einwanderung wurde und er sich 1941 naturalisieren ließ. Ab 1935 wirkte er bis zu seinem Eintritt in den Ruhestand 1957 am Dartmouth College in Hanover, New Hampshire.
1940 ersuchte der Präsident der USA, Franklin D. Roosevelt, Rosenstock-Huessy, die Führungsausbildung für das Civilian Conservation Corps zu organisieren, wofür er das Camp William James in Vermont begründete, das auch freiwillige Arbeitsdienste organisierte. Diese Tätigkeit musste 1941 abgebrochen werden, als das Deutsche Reich den USA den Krieg erklärt hatte. Von 1941 bis 1945 publizierte er seine grundlegende Schrift The Origin of Speech.
Seit 1917 verband Rosenstock-Huessys Ehefrau Margrit und Franz Rosenzweig eine starke Zuneigung. Die überlieferten Briefe Rosenzweigs aus dem langjährigen Briefwechsel wurden 2002 publiziert. Margrit Huessy verstarb im Jahre 1959. Im Jahr darauf zog Freya Gräfin von Moltke, die Witwe des im Januar 1945 hingerichteten Widerstandskämpfers Helmuth James Graf von Moltke, zu Rosenstock-Huessy nach Norwich in Vermont. Dort lebten sie gemeinsam bis zu seinem Tode.
Bis zu seinem letzten Buch Dienst auf dem Planeten (1965) arbeitete und publizierte Eugen Rosenstock-Huessy auf Deutsch und Englisch. Er starb am 24. Februar 1973.

## Nachwirkung
Die Eugen Rosenstock-Huessy Gesellschaft wurde auf Initiative seines Betheler Freundes Georg Müller am 6. Juli 1963 gegründet. Ihr Ziel ist die Bewahrung seiner Werke und seines Wirkens in allen Lebensbereichen. Sie gibt seither die Mitteilungen der Eugen Rosenstock-Huessy Gesellschaft heraus. Eugen Rosenstock-Huessy hatte regelmäßige Begegnungen mit der Oberstufe des Friedrich-von-Bodelschwingh-Gymnasiums in Bethel bei Bielefeld, dessen langjähriger Direktor Georg Müller war.
In Vermont besteht seit 1976 der Eugen Rosenstock-Huessy Fund, der dort die Verbreitung der Werke Rosenstock-Huessys fördert und seine Vorlesungen am Dartmouth College publiziert hat.
Zahlreiche Bücher Rosenstock-Huessys wurden nach dem Zweiten Weltkrieg neu aufgelegt, zudem legte ein „eingeschworener Kreis von Freunden und Anhängern seit den 1950er-Jahren Studien zum Leben und Werk Rosenstock-Huessys vor […] Andererseits ist Rosenstock-Huessys Name keinem breiteren Publikum bekannt, seine Schriften werden wenig gelesen. […] Die ernsthafte wissenschaftliche Beschäftigung mit dem eigenwilligen, leider sehr sprunghaften, dafür aber ideenreichen Autor steht noch am Anfang.“

## Ehrungen
- 1960: Großes Verdienstkreuz der Bundesrepublik Deutschland

## Veröffentlichungen (Auswahl)
- Herzogsgewalt und Friedensschutz. Deutsche Provinzialversammlungen des 9.–12. Jahrhunderts. M. & H. Marcus, Breslau 1910 (Zugl.: Heidelberg, Univ., Diss., 1909 u.d.T.: Landfriedensgerichte und Provinzialversammlungen vom neunten bis zwölften Jahrhundert).
- Ostfalens Rechtsliteratur unter Friedrich II. Texte und Untersuchungen. Böhlau, Weimar 1912 (Zugl.: Leipzig, Univ., Habil.-Schrift, 1912).
- Angewandte Seelenkunde. Röther-Verlag, Darmstadt 1916, ²1924.
- Die Hochzeit des Kriegs und der Revolution. Patmos-Verlag, Würzburg 1920.
- Die Tochter. Talheimer-Verlag, Mössingen-Talheim 1920, ²1988.
- Werkstattaussiedlung. Untersuchungen über den Lebensraum des Industriearbeiters. Julius Springer Verlag, Berlin 1922; Brendow-Verlag, Moers ²1997, ISBN 3-87067-629-9.[25]
- Die Kräfte der Gemeinschaft. Berlin 1925.
- Religio depopulata. Zu Josef Wittigs Ächtung. Lambert Schneider, Berlin 1926.
- Kriegsheer und Rechtsgemeinschaft. Trewendt & Branier, Breslau 1932.
- Die europäischen Revolutionen und der Charakter der Nationen. Kohlhammer, Stuttgart 1951 (zuerst: Diederichs, Jena 1931 u.d.T.: Die europäischen Revolutionen: Volkscharaktere und Staatenbildung).
- Die Kreatur. Eine Zeitschrift. Verlag Lambert-Schneider, Berlin 1926–30; Reprint: Kraus-Reprint, Nendeln (Liechtenstein) 1969.
- Das Alter der Kirche. 3 Bde., Verlag Lambert Schneider, Berlin 1927–28; Neuauflage, Agenda-Verlag, Münster ²1998.
- Judentum und Christentum (Briefwechsel mit Franz Rosenzweig). In: Franz Rosenzweig: Briefe. Unter Mitwirkung von Ernst Simon ausgewählt und hrsg. von Edith Rosenzweig. Schocken-Verlag, Berlin 1935, S. 638–720.
  - (engl.) Judaism despite Christianity. University of Alabama Press 1969; Schocken Books, New York ²1971.
- The Multiformity of Man. Beachhead, Norwich VT (USA) 1936.
  - (dt.) Der unbezahlbare Mensch. Käthe-Vogt-Verlag, Berlin 1955; Herder-Verlag, Freiburg/Basel/Wien ²1964.
- Magna Carta Latina. The Pickwick Press, Pittsburgh 1937, ²1955, ³1967, ⁴1975.
- Out of Revolution. Autobiography of Western Man. Oxford/New York 1938; Argo Books, Norwich VT ²1966 und ³1969, Berg Publishers, Providence (4. Aufl.) 1993.
- The Origin of Speech. Argo Books, Norwich VT 1941–45, ²1981.
- The Christian Future. Charles Scribner’s Sons, New York 1946; Neuauflage: The Christian Future or the Modern Mind Outrun, Harper & Row, New York ²1966.
  - (dt.) Des Christen Zukunft, oder Wir überholen die Moderne. Chr.-Kaiser-Verlag, München 1956; Brendow-Verlag, Moers ²1985.
- Der Atem des Geistes. Verlag der Frankfurter Hefte, Frankfurt am Main 1951; Brendow-Verlag, Moers, und Amandus-Verlag, Wien ²1991.
- Heilkraft und Wahrheit. Evangelisches Verlagwerk GmbH, Stuttgart 1951; Brendow-Verlag, Moers, und Amandus-Verlag, Wien ²1991.
- Soziologie. 2 Bde., W. Kohlhammer Verlag, Stuttgart/Berlin/Köln/Mainz 1956/58 (Bd. 1: Die Übermacht der Räume, 1956, Bd. 2: Die Vollzahl der Zeiten, 1958).[26]
  - (Neuedition) Im Kreuz der Wirklichkeit. 3 Bände, Talheimer Verlag, Mössingen 2009, ISBN 978-3-89376-135-7.[27]
- Frankreich – Deutschland. Mythos oder Anrede? Käthe-Vogt-Verlag, Berlin 1957.
- Zurück in das Wagnis der Sprache. Ein aufzufindender Papyrus. Käthe Vogt Verlag, Berlin 1957; Verlag Die blaue Eule, Essen ²1997.
- Das Geheimnis der Universität. Wider den Verfall von Zeitsinn und Sprachkraft. Aufsätze und Reden aus den Jahren 1950 bis 1957. Hrsg. von Georg Müller. W. Kohlhammer-Verlag, Stuttgart 1958.
- Die Gesetze der Christlichen Zeitrechnung. Agenda-Verlag, Münster 1958; ²2002.
- Friedensbedingungen der planetarischen Gesellschaft. 1959; Neuauflage im Agenda Verlag, Münster 1988.
- Die Sprache des Menschengeschlechts. 2 Bde., Verlag Lambert Schneider, Heidelberg 1963/64.
- Die Frucht der Lippen. 1964.
  - (engl.) Fruit of Lips. The Pickwick Press, Pittsburgh (USA) 1978.
- Dienst auf dem Planeten. Kurzweil und Langeweile im Dritten Jahrtausend. Mit Dokumenten. W. Kohlhammer, Stuttgart/Berlin/Köln/Mainz 1965.
  - (engl.) Planetary Service. Argo Books, Norwich VT 1978.
- Ja und Nein. Autobiographische Fragmente. Verlag Lambert-Schneider, Heidelberg 1968.
- I am an Impure Thinker. Argo Books, Norwich VT 1970.
- Speech and Reality. Argo Books, Norwich VT 1969.
- Unterwegs zur planetarischen Solidarität. Agenda Verlag, Münster 2006 (Sammeledition von Der unbezahlbare Mensch).
- Die kopernikanische Wende in der Sprachphilosophie (Aufsatzsammlung). Alber, Freiburg und München 2012, ISBN 978-3-495-48491-3 (= Dialogik, 9).